# Staphylococcus caprae
Staphylococcus caprae és un eubacteri esfèric, gram-positiu del gènere Staphylococcus. S. caprae és coagulasa negatiu. Originàriament aquest bacteri es va aïllar en ovelles (caprae: d'una ovella) però també s'ha aïllat en humans.
S. caprae és un bacteri comensal de la pell humana, però pot estar implicat en infeccions del torrent sanguini, tracte urinari, ossos i articulacions. A causa del fet que és un bacteri difícil d'identificar definitivament al laboratori és probable que aparegui més cops dels que indica la literatura mèdica.